# Муеанта, Супханат
Супханат Муеанта (тайск. ศุภณัฏฐ์ เหมือนตา; род. 2 августа 2002, Сисакет) — тайский футболист, нападающий клуба «Бурирам Юнайтед» и национальной сборной Таиланда.

## Клубная карьера
26 мая 2018 года Супханат стал самым молодым автором гола в истории тайской Лиги 1, забив два мяча в матче против клуба «Эйр Форс Сентрал». На тот момент ему было 15 лет, 9 месяцев в 22 дня. 13 марта 2019 года Супханат дебютировал в Лиге чемпионов АФК в матче против южнокорейского «Чонбук Хёндэ Моторс». 9 апреля 2019 года забил свой первый гол в Лиге чемпионов АФК в матче против китайского клуба «Бэйцзин Гоань», став самым молодым автором гола в истории турнира.
5 сентября 2023 года был отдан на год в аренду в бельгийский клуб «Ауд-Хеверле Лёвен».

## Карьера в сборной
Выступал за сборные Таиланда до 16, до 19, до 23 лет. 5 июня 2019 года дебютировал в составе главной национальной сборной Таиланда в матче против Вьетнама.

## Достижения
Бурирам Юнайтед
- Чемпион тайской Лиги 1 (3): 2018, 2021/22, 2022/23
- Обладатель Кубка Таиланда (2) :  2021/22, 2022/23
- Обладатель Кубка тайской лиги (2) : 2021/22, 2022/23
- Обладатель Суперкубка Таиланда: 2019

Сборная Таиланда (до 16 лет)
- Финалист чемпионат АСЕАН по футболу (до 16 лет): 2017